# Thiverval-Grignon
Thiverval-Grignon là một xã thuộc tỉnh Yvelines, trong vùng Île-de-France, Pháp, située à 22 km environ về phía tây của Versailles. Người dân địa phương trong tiếng Pháp gọi là Thivervalais.

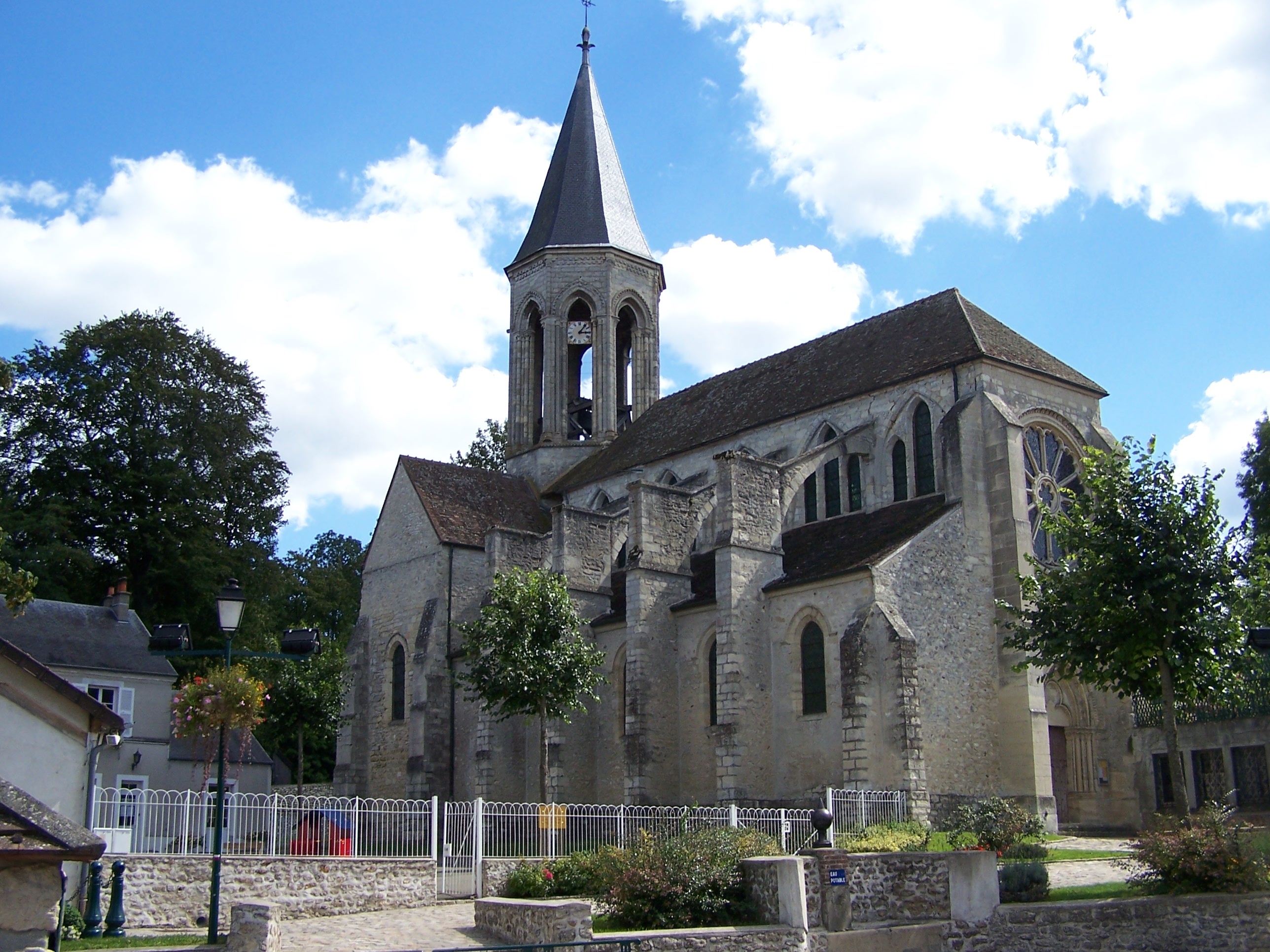
Nhà thờ Saint-Martin

Thiverval-Grignon nằmtrong đồng bằng Versailles trên một khu vực đất cao ở cửa ngõ thung lũng Maldroit. Nông nghiệp là ngành kinh tế chính. Các xã giáp ranh gồm: Davron về phía bắc-đông-bắc, Chavenay về phía đông, Plaisir về phía nam, de Saint-Germain-de-la-Grange về phía tây nam, Beynes về phía tây bắc, Crespières về phía bắc-tây-bắc.

## Nhân vật nổi bật địa phương
- Nicolas Bergier
- Marcel Zanini
- Marc-Edouard Nabe